# Band of Outsiders
Band of Outsiders was een Amerikaanse gitaarrockband geformeerd in New York in de eerste helft van de jaren 1980 door Marc Jeffrey en Jim McCarthy (ex-The Limit).

## Bezetting
Huidige bezetting
- Marc Jeffrey (gitaar, zang)
- James 'Jim' McCarthy (gitaar, zang, sinds 1983)
- Dave Lee (basgitaar, sinds 2008, gitaar, begeleidingszang tot 1983)
- Richard Maurer (drums, percussie, fluit)

Voormalige leden
- John Massetti (basgitaar, tot 1983)
- Harlan Gibson (basgitaar, 1983–1984)
- Danny Hirsch (basgitaar, 1984)
- Joe Drake (basgitaar, 1984–1988)
- Nancy Linn (viool)

## Geschiedenis
Qua stijl was de band georiënteerd op Television, die ook in New York ontstond. De eerste lp Up the River werd uitgebracht in 1985. De band maakte deel uit van de uitgebreide cirkel van de zogenaamde Paisley Underground en genoot vooral een reputatie in Europa (Frankrijk, het Verenigd Koninkrijk). Er waren persoonlijke en muzikale banden met de band Certain General met Phil Gammage. Op de live-lp Armistice Day - live at the CBGB in New York (1992), verscheen Nikki Sudden als gast op de The Rolling Stones-cover Child of the Moon. Kort daarna ging de band uit elkaar. Marc Jeffrey bracht het soloalbum Playtime uit in 1993 en werkte in 2009 samen met Jeremy Gluck (ex-The Barracudas).

## Discografie
- 1985: Up the River
- 1985: I Wish I Was Your Kid
- 1985: Longer Than Always
- 1986: Art of Faith
- 1986: Everything Takes Forever
- 1992: Armistice Day, Live at the CBGB

Marc Jeffrey Solo
- 1993: Playtime